# Biophytum longibracteatum
Biophytum longibracteatum är en harsyreväxtart som beskrevs av Tadulingam & Cheriyan Jacob. Biophytum longibracteatum ingår i släktet Biophytum och familjen harsyreväxter. Inga underarter finns listade i Catalogue of Life.